# Суисэй Хосимати
Суисэй Хосимати (яп. 星街すいせい, англ. Hoshimachi Suisei) — японский виртуальный ютубер, начавшая свою деятельность в марте 2018 года в качестве независимого ютубера. В мае 2019 года она присоединилась к Hololive Production через музыкальный лейбл INoNaKa Music, а позже в том же году перешла в основное отделение агентства. Среди фанатов она особенно известна своими навыками игры в тетрис и певческими способностями.
По состоянию на июнь 2024 года у неё 2,3 миллиона подписчиков на YouTube. Она была четвёртым стримером (и первым виртуальным) на Bilibili, заработавшим более 1000 jiànzhǎng (зрителей, ежемесячно жертвующих стримеру свыше 198 юаней). Помимо YouTube и Bilibili, она появлялась в японских теле- и радиопередачах. Как певица выпустила два цифровых сингла: «Next Color Planet» в марте 2020 года (занял 5-е место в ежедневном рейтинге цифровых синглов Oricon) и «Ghost» в апреле 2021 года (1-е место). Кроме того, 29 сентября 2021 года был выпущен её первый альбом Still Still Stellar, занявший 5-е место в ежедневном рейтинге альбомов Oricon, что является самым высоким показателем сольного альбома виртуального певца за всю историю.

## Карьера
Суисэй Хосимати создала свой канал на YouTube 18 марта 2018 года и в тот же день в Твиттере показала свой первоначальный дизайн и модель персонажа, созданные ею самой. 2 марта 2018 года она разместила на хостинге своё первое видео, дебютировав как независимый виртуальный ютубер и самопровозглашённый идол. 30 апреля за этим последовал её первый кавер на песню. 2 июля 2018 года она присоединилась к агентству S:gnal, но покинула его через месяц, 4 августа. 22 ноября 2018 года Суисэй выпускает свою первую оригинальную песню «Comet», а 22 марта 2019 года — вторую, «Tenkyū, Suisei wa Yoru o Mataide» (яп. 天球、彗星は夜を跨いで), обе в виде музыкальных клипов на YouTube.
19 мая 2019 года Хосимати вступила в виртуальное агентство Hololive Production, где публиковалась под недавно созданным музыкальным лейблом INoNaKa Music (яп. イノナカミュージック) наряду с другой его участницей — AZKi. Спустя полгода, 28 ноября, она объявила в Твиттере, что переходит в основное женское подразделение Hololive. Cover Corp., материнская компания Hololive, подтвердила это 29 ноября, а сам перевод состоялся 1 декабря. Суисэй также получила новую Live2D-модель, созданную художником Нари Тэсимой и аниматором rariemonn.
В октябре 2019 года Суисэй завела аккаунт на китайском видеохостинге Bilibili. После дебютного концерта с авторской 3D-моделью 1 марта 2020 года её популярность на сайте значительно выросла. Этот стрим собрал более десятков тысяч зрителей. 17 марта 2020 года количество её jiànzhǎng (舰长, или «капитанов», зрителей, которые ежемесячно жертвуют более 198 юаней определённому стримеру) превысило 1000, более 700 из которых присоединились во время вышеупомянутого концерта. Она была четвёртым стримером и первым V-тубером на платформе, достигшим этого рубежа.
24 января 2020 года Хосимати выступила на концерте «Hololive 1st fes. Nonstop Story» в Toyosu PIT со всеми (на тот момент) участниками Hololive. 31 января 2020 года она достигла отметки в 100 000 подписчиков на YouTube. 1 марта 2020 года Суисэй представила свою новую 3D-модель, созданную пользователем Yatsurugi. Эту трансляцию посмотрели 55 000 зрителей в прямом эфире, а связанный с ней хештег в Твиттере стал самым популярным в мире.
22 марта 2020 года Хосимати выпустила свой первый сингл «Next Color Planet» под лейблом Cover Corp., который в день выпуска занял 5-е место в ежедневном рейтинге цифровых синглов компании Oricon.
13 апреля 2021 года состоялся релиз следующего цифрового сингла «Ghost», который занял 1-е место в ежедневном рейтинге цифровых синглов Oricon, а также занял 1-е место в других цифровых чартах синглов, таких как iTunes Japan, Amazon Music Japan и Mora. «Ghost» также стала первой песней, спродюсированной виртуальным ютубером, остававшейся в ежедневном рейтинге синглов Oricon два дня подряд (заняв 4-е место 15 апреля), а также попавшей в чарты еженедельного рейтинга, достигнув 11-го места. Песня также попала в еженедельный рейтинг загружаемых песен Billboard Japan, заняв 5-е место за неделю с 12 по 18 апреля.
Летом 2021 года Хосимати анонсировала серию из трёх цифровых мини-альбомов (EP), начиная с «Bluerose / Comet» 25 июня. Этот EP включал новую оригинальную песню «Bluerose» и дебютный сингл «Comet», а также инструментальные треки для обоих. 8 июля она выпустила «Kakero / Tenkyū, Suisei wa Yoru o Mataide» (яп. 駆けろ / 天球、彗星は夜を跨いで) одновременно с анонсом её первого полноформатного альбома Still Still Stellar. Наконец, 21 августа вышел «Jibun Katte Dazzling / Bye Bye Rainy» (яп. 自分勝手Dazzling / バイバイレイニー), куда вошла полная версия песни «Jibun Katte Dazzling», урезанная версия которой была загружена 16 августа в рамках сотрудничества с Chunithm (аркадной игрой от Sega). Это также совпало с официальным объявлением трек-листа «Still Still Stellar», включившего в себя многие из её предыдущих релизов и четыре новые песни.
29 сентября 2021 года Суисэй Хосимати выпустила альбом Still Still Stellar, которому предшествовал «обратный отсчёт» до релиза в Японии. Альбом занял 5-е место в ежедневном рейтинге Oricon, став лучшим сольным альбомом, выпущенным V-тубером. Кроме того, она заняла первое место в iTunes в Японии и многих других регионах, включая Гонконг, Малайзию, Сингапур и Тайвань.

## Активность
Деятельность Суисэй Хосимати состоит в основном из того, что она транслирует свое пение в прямом эфире, играет в видеоигры или общается с фанатами. Как уже отмечено выше, Хосимати сама создала свой первый цифровой аватар; кроме того, она работала монтажёром видеороликов для виртуальных ютуберов из Re:AcT и Hololive.
Изначально фанбаза Суисэй, аналогично таковым у многих других V-туберов (в частности, участников Hololive), носила прозвище кометомо (яп. こめとも Cometomo, от англ. comet и яп. とも — «друзья»; букв. «друзья Кометы»), однако 19 мая 2019 года оно было заменено новым — хосиёми (яп. 星詠み Hoshiyomi, «звездочёты»).

## Дискография

### Синглы
| Год  | Название                                                                                          | Чарты | Чарты     | Чарты    | Чарты          | Альбом              |
| Год  | Название                                                                                          | JPN   | JPN Comb. | JPN Dig. | JPN Hot Albums | Альбом              |
| ---- | ------------------------------------------------------------------------------------------------- | ----- | --------- | -------- | -------------- | ------------------- |
| 2018 | «Comet»                                                                                           | -     | -         | 39       | -              | Still Still Stellar |
| 2019 | «Her Trail on the Celestial Sphere» (яп. 天球、彗星は夜を跨いで Tenkyū, Suisei wa Yoru o Mataide) | -     | -         | 24       | -              | Still Still Stellar |
| 2020 | «Next Color Planet»                                                                               | -     | -         | 37       | -              | Still Still Stellar |
| 2021 | «Ghost»                                                                                           | -     | -         | 11       | 100            | Still Still Stellar |
| 2022 | «Syakunetsu nite Junjō (Wii-Wii-Woo)» (яп. 灼熱にて純情(wii-wii-woo))                             | -     | -         | 31       | -              | Specter             |
| 2022 | «My Happy Transmission» (яп. 放送室 Hōsōshitsu)                                                   | -     | -         | 36       | -              | Specter             |
| 2022 | «Soirée» (яп. ソワレ Soware)                                                                      | -     | -         | 29       | -              | Specter             |
| 2023 | «Pathfinder» (яп. 先駆者 Senkusha)                                                                | -     | -         | 20       | -              | Shinsei Mokuroku    |
| 2023 | «Stellar Stellar – From The First Take»                                                           | -     | -         | 22       | -              | без альбома         |
| 2023 | «Michizure – From the First Take» (яп. みちづれ – From The First Take)                            | -     | -         | 39       | -              | без альбома         |
| 2023 | «Sui-chan no Maintenance Song» (яп. スイちゃんのメンテナンスソング Sui-chan no Mentenansusongu)   | -     | -         | 11       | -              | без альбома         |
| 2024 | «Bibbidiba» (яп. ビビデバ)                                                                        | 15    | 21        | 5        | 19             | Shinsei Mokuroku    |
| 2024 | «Moonlight» (яп. ムーンライト Mūnraito)                                                           | -     | -         | 8        | -              | Shinsei Mokuroku    |
| 2024 | «Awake»                                                                                           | -     | -         | 8        | -              | Shinsei Mokuroku    |
| 2025 | «I Don't Care» (яп. もうどうなってもいいや)                                                       | -     | -         | 1        | 37             | без альбома         |

### Совместные работы
| Год  | Название                                                                                       | Чарты    | Альбом                                 |
| Год  | Название                                                                                       | JPN Dig. | Альбом                                 |
| ---- | ---------------------------------------------------------------------------------------------- | -------- | -------------------------------------- |
| 2021 | «The Last Frontier» (совм. с AZKi)                                                             | -        | без альбома                            |
| 2021 | «Out of Frame» (совм. с Токо Инуи)                                                             | -        | без альбома                            |
| 2022 | «Story Time» (совм. с AZKi, Муной Хосиновой и IRyS)                                            | -        | без альбома                            |
| 2023 | «Nakamaka» (яп. なかま歌) (совм. с Флэр Сирануи, Полькой Омару, Мико Сакурой и Ноэль Сироганэ) | -        | Scrap & Build                          |
| 2023 | «Sugar Rush» (яп. シュガーラッシュ) (совм. с Мико Сакурой)                                     | -        | без альбома                            |
| 2023 | «Xion» (яп. ザイオン)                                                                          | 26       | Shinsei Mokuroku                       |
| 2024 | «Kyoushitsu ni Ao» (яп. 教室に青)                                                              | -        | Holohoneygaoka High School -Originals- |

### Мини-альбомы
| Заголовок                                                                       | Дата выпуска | Лейбл       | Формат     |
| ------------------------------------------------------------------------------- | ------------ | ----------- | ---------- |
| Bluerose / Comet                                                                | 26.06.2021   | Cover Corp. | Digital EP |
| Kakero / Tenkyū, Suisei wa Yoru o Mataide (яп. 駆けろ / 天球、彗星は夜を跨いで) | 09.07.2021   | Cover Corp. | Digital EP |
| Jibun Katte Dazzling / Bai Bai Reinī (яп. 自分勝手Dazzling / バイバイレイニー)  | 22.08.2021   | Cover Corp. | Digital EP |
| Template / Wicked                                                               | 01.04.2022   | Cover Corp. | Digital EP |
| Scrap & Build!                                                                  | 08.06.2024   | Cover Corp. | Digital EP |

### Альбомы
| Заголовок                       | Дата выпуска | Лейбл       | Формат                              | Позиция в чарте | Позиция в чарте | Позиция в чарте |
| Заголовок                       | Дата выпуска | Лейбл       | Формат                              | JPN             | JPN Comb.       | JPN Hot Albums  |
| ------------------------------- | ------------ | ----------- | ----------------------------------- | --------------- | --------------- | --------------- |
| Still Still Stellar             | 29.09.2021   | Cover Corp. | CD, digital download, LP, streaming | 6               | 4               | 4               |
| Specter                         | 25.01.2023   | Cover Corp. | CD, digital download, LP, streaming | 4               | 4               | 4               |
| Shinsei Mokuroku (яп. 新星目録) | 22.01.2025   | Cover Corp. | CD, digital download, LP, streaming | 3               | 2               | 12              |

### В рамках Hololive Idol Project
| Заголовок                                                  | Дата выпуска | Лейбл       | Формат         |
| ---------------------------------------------------------- | ------------ | ----------- | -------------- |
| «Prism Melody»                                             | 13.03.2022   | Cover Corp. | Digital single |
| «Tonde K! hololive summer» (яп. 飛んでK！ホロライブサマー) | 19.08.2022   | Cover Corp. | Digital single |
| «Sparklers»                                                | 26.08.2022   | Cover Corp. | Digital single |
| Hololive Summer 2022 (яп. ホロライブ・サマー2022)          | 01.09.2022   | Cover Corp. | Digital EP     |
| «Seishun Archive» (яп. 青春アーカイブ)                     | 02.07.2023   | Cover Corp. | Digital single |

### Опубликованные вне Cover Corp.
| Заголовок                               | Приглашённые исполнители                                       | Дата выпуска | Лейбл             | Формат           | Заметка                                                                   |
| --------------------------------------- | -------------------------------------------------------------- | ------------ | ----------------- | ---------------- | ------------------------------------------------------------------------- |
| «Sanji Juunihun» (яп. 3時12分)          | TAKU INOUE (композитор)                                        | 14.07.2021   | VIA/Toy’s Factory | Digital single   |                                                                           |
| «Ai Yori Gunjo» (яп. 藍より群青)        | Нацусиро Такааки (композитор, вокалист)                        | 25.12.2021   | -                 | Digital EP       | Для рекламы обуви Moonstar SKLSHŌTER                                      |
| «CapSule»                               | Каллиопа Мори (автор текста, вокалистка), Deco*27 (композитор) | 04.04.2022   | Universal Music   | Digital single   |                                                                           |
| «Planetarium» (яп. プラネタリウム)      | Deco*27 (композитор)                                           | 15.03.2023   | VIA/Toy’s Factory | Physical release | Часть совместного проекта между Hololive и Deco*27 — Holo*27              |
| «Requiem» (яп. レクイエム)              | Kanaria (композитор, вокалист)                                 | 15.04.2023   | -                 | Digital single   | Сольная версия позже вошла в альбом Shinsei Mokuroku                      |
| «Jubilee» (яп. ジュビリー)              | Тагаки Каэдэ (CV: Саори Хаями) (вокалистка)                    | 24.03.2024   | Nippon Columbia   | Digital single   | В сотрудничестве с игрой The Idolmaster Cinderella Girls: Starlight Stage |
| «Stellar Stellar» (кавер)               | Рин Сибуя (CV: Аяка Фукухара) (вокалистка)                     | 05.04.2024   | Nippon Columbia   | Digital single   | В сотрудничестве с игрой The Idolmaster Cinderella Girls: Starlight Stage |
| «Wannabe» (яп. なんもない)              | sakuma. (композитор, автор текста), MAISONdes (продюсер)       | 01.05.2024   | MAISONdes         | Digital single   | Заглавная песня для аниме-фильма «Trapezium»                              |
| «NeverFiction» (яп. ネバーフィクション) | Kanaria (композитор, вокалист)                                 | 24.08.2024   | -                 | Digital single   |                                                                           |

### В составе Midnight Grand Orchestra
| Заголовок                          | Дата выпуска | Лейбл             | Формат               |
| ---------------------------------- | ------------ | ----------------- | -------------------- |
| «SOS»                              | 13.04.2022   | VIA/Toy’s Factory | Digital single       |
| Overture                           | 27.07.2022   | VIA/Toy’s Factory | EP, Physical release |
| «Moonlightspeed»                   | 14.09.2022   | VIA/Toy’s Factory | Digital single       |
| «Yoru o Matsu yo» (яп. 夜を待つよ) | 08.09.2023   | VIA/Toy’s Factory | Digital single       |
| «Midnight Mission»                 | 25.10.2023   | VIA/Toy’s Factory | Digital single       |
| Starpeggio                         | 13.12.2023   | VIA/Toy’s Factory | EP, Physical release |